# Berampu (plaats)
Berampu is een bestuurslaag in het regentschap Dairi van de provincie Noord-Sumatra, Indonesië. Berampu telt 1573 inwoners (volkstelling 2010).